# Эскохотадо, Антонио
Antonio Escohotado Espinosa (исп. Antonio Escohotado Espinosa; 5 июля 1941, Манила — 21 ноября 2021, Ивиса ) — испанский эссеист, философ и правовед.
Он написал множество работ по праву, философии и социологии. Он выступал против запрета наркотиков в Испании, что сделало его противоречивой фигурой на протяжении всей его жизни.
Эскохотадо провел первые годы своей жизни в Рио-де-Жанейро, Бразилия, где его отец был пресс-атташе в посольстве Испании. Вернувшись в Мадрид, он начал изучать право и философию. Вернувшись в Мадрид, он начал изучать право и философию. В 1964 году он начал работать в Официальном кредитном институте. Позже, в 1970 году, он оставил работу и переехал на Ибицу, где работал переводчиком. В 1976 году он основал там ночной клуб Amnesia, который впоследствии стал одним из самых популярных на острове. В 1983 году Эскойтадо был арестован за хранение кокаина и позднее заключен в тюрьму. В тюрьме он написал свой главный труд: «Всеобщая история наркотиков».
Скончался на 80-м году жизни 21 ноября 2021 года в Ибице.